# Konstantin Schad
Konstantin Schad (Rosenheim, 25 juli 1987) is een Duitse snowboarder. Hij vertegenwoordigde zijn vaderland op de Olympische Winterspelen 2010 in Vancouver, op de Olympische Winterspelen 2014 in Sotsji  en op de Olympische Winterspelen 2018 in Pyeongchang.

## Carrière
Op de FIS wereldkampioenschappen snowboarden 2007 in Arosa eindigde Schad als 42e op de snowboardcross. Bij zijn wereldbekerdebuut, in februari 2007 in Furano, scoorde de Duitser direct wereldbekerpunten. In januari 2009 eindigde Schad in Bad Gastein voor de eerste maal in zijn carrière in de toptien van een wereldbekerwedstrijd. In Gangwon nam de Duitser deel aan de FIS wereldkampioenschappen snowboarden 2009. Op dit toernooi eindigde hij als 38e op het onderdeel snowboardcross. Tijdens de Olympische Winterspelen van 2010 in Vancouver eindigde Schad als 33e op de snowboardcross.
Op de FIS wereldkampioenschappen snowboarden 2011 in La Molina eindigde de Duister als achttiende op het onderdeel snowboardcross. Op 16 maart 2012 boekte Schad in Valmalenco zijn eerste wereldbekerzege. In Stoneham nam de Duitser deel aan de FIS wereldkampioenschappen snowboarden 2013. Op dit toernooi eindigde hij als 26e op de snowboardcross. Tijdens de Olympische Winterspelen van 2014 in Sotsji eindigde Schad als dertiende op het onderdeel snowboardcross.
Op de FIS wereldkampioenschappen snowboarden 2015 in Kreischberg eindigde de Duitser als negentiende op de snowboardcross. Tijdens de Olympische Winterspelen van 2018 in Pyeongchang eindigde Schad als 32e op het onderdeel snowboardcross.
Op de FIS wereldkampioenschappen snowboarden 2019 in Park City eindigde hij als negentiende op de snowboardcross.

## Resultaten

### Olympische Winterspelen
| Jaar | Plaats      | Resultaten         |
| ---- | ----------- | ------------------ |
| 2010 | Vancouver   | 33e Snowboardcross |
| 2014 | Sotsji      | 13e Snowboardcross |
| 2018 | Pyeongchang | 32e Snowboardcross |

### Wereldkampioenschappen
| Jaar | Plaats      | Resultaten         |
| ---- | ----------- | ------------------ |
| 2007 | Arosa       | 42e Snowboardcross |
| 2009 | Gangwon     | 38e Snowboardcross |
| 2011 | La Molina   | 18e Snowboardcross |
| 2013 | Stoneham    | 26e Snowboardcross |
| 2015 | Kreischberg | 19e Snowboardcross |
| 2019 | Park City   | 19e Snowboardcross |

### Wereldbeker
Eindklasseringen
| Seizoen   | Algm | SBX |
| --------- | ---- | --- |
| 2006/2007 | 256e | 53e |
| 2007/2008 | 263e | 66e |
| 2008/2009 | 105e | 29e |
| 2009/2010 | 47e  | 19e |
| 2010/2011 | 19e  | 21e |
| 2011/2012 | –    | 4e  |
| 2012/2013 | –    | 16e |
| 2013/2014 | –    | 5e  |
| 2014/2015 | –    | 18e |
| 2015/2016 | –    | 12e |
| 2016/2017 | –    | 77e |
| 2017/2018 | –    | 11e |

Wereldbekerzeges
| Datum         | Plaats     | Onderdeel      |
| ------------- | ---------- | -------------- |
| 16 maart 2012 | Valmalenco | Snowboardcross |